# Ibind
Ibind ist ein Gemeindeteil des Marktes Burgpreppach im unterfränkischen Landkreis Haßberge in Bayern.

## Geographische Lage
Das Dorf Ibind liegt südwestlich von Burgpreppach. Nördlich von Ibind verläuft in Nordost-Südwest-Richtung die B 303. Westwärts ist der Ort mit der B 303, nordostwärts mit der B 303 und Burgpreppach sowie südwärts mit Hohnhausen verbunden.

## Geschichte
Etymologisch betrachtet geht die Ortsbezeichnung Ibind auf Wenden zurück, also eine Ansiedlung mit slawischstämmiger Bevölkerung. Die Silbe Wend änderte sich im Laufe der Zeit durch die zweite Lautverschiebung zu bind.
Die erste bekannte urkundliche Erwähnung von Ibind stammt aus einer Schenkung von Besitztümern durch die Edlen von Rauheneck am 12. Juni 1231 an den Würzburger Bischof Hermann I. von Lobdeburg.
Am 1. Januar 1972 wurde Ibind im Rahmen der Gebietsreform in Bayern Gemeindeteil von Burgpreppach.